# Michael Seresin
Michael Seresin (Wellington, Új-Zéland, 1940. július 17. –) ausztrál operatőr és borász.

## Életpályája
Új-Zélandon született, ahonnan az 1960-as években Európába költözött, Londonban telepedett le. Operatőrként számos nagy sikerű filmben közreműködött közre. Pályafutása során rendszeresen együtt dolgozott Alan Parker rendezővel.

### Borászként
Európai tartózkodása során Olaszországban házat bérelt, ahol megérintette az ország borászati és kulturális hagyománya. 1992-ben Új-Zélandon birtokot vásárolt és borkészítésbe fogott. Borászata 2014-ben már 160 hektáron gazdálkodott.

## Válogatott filmográfia

### Operatőrként
- Bugsy Malone (1976)
- Éjféli expressz (Midnight Express) (1978)
- Fame (1980)
- Madárka (Birdy) (1984)
- Angyalszív (1987)
- Gyertek el a mennyországba! (Come See The Paradise) (1990)
- Gyilkosság a Fehér Házban (City Hall) (1996)
- A kód neve: Merkúr (1998)
- Angyal a lépcsőn (Angela’s Ashes) (1999)
- A vér kötelez (2001)
- Harry Potter és az azkabani fogoly (2004)
- A majmok bolygója: Forradalom (2014)
- Jungle Book (tervezett bemutató: 2018)

### Rendezőként
- Homeboy (1988)